# Dinocheirus pallidus
Dinocheirus pallidus es una especie de arácnido  del orden Pseudoscorpionida de la familia Chernetidae.

## Distribución geográfica
Se encuentra en el este de Estados Unidos.